# Keniaans curlingteam (mannen)
Het Keniaans curlingteam vertegenwoordigt Kenia in internationale curlingwedstrijden.

## Geschiedenis
De Keniaanse Curlingfederatie werd in 2021 opgericht. Het nationale mannenteam maakte eind 2022 zijn debuut tijdens de eerste editie van het pan-continentaal kampioenschap. Kenia won zijn eerste interland uit de geschiedenis tegen Nigeria met 11-10. Alle overige interlands gingen evenwel verloren. Kenia eindigde op de vijftiende en voorlaatste plaats. Ook in 2023 was Kenia van de partij op het pan-continentaal kampioenschap. Ditmaal gingen alle zeven wedstrijden verloren, en eindigde Kenia als zestiende en laatste. In 2024 liep het zo mogelijk nog slechter. Kenia speelde en verloor tien wedstrijden en eindigde wederom als laatste.

## Kenia op het pan-continentaal kampioenschap
| Jaar | Plaats | Skip            | WG | W | V  | PV | PT  |
| ---- | ------ | --------------- | -- | - | -- | -- | --- |
| 2022 | 15     | Oliver Echenje  | 7  | 1 | 6  | 39 | 93  |
| 2023 | 16     | Oliver Echenje  | 7  | 0 | 7  | 12 | 102 |
| 2024 | 19     | Haggai Odhiambo | 10 | 0 | 10 | 16 | 119 |

Andorra · Australië · België · Bosnië en Herzegovina · Brazilië · Bulgarije · Canada · China · Chinees Taipei · Denemarken · Duitsland · Engeland · Estland · Filipijnen · Finland · Frankrijk · Georgië · Griekenland · Groot-Brittannië · Guyana · Hongarije · Hongkong · Ierland · IJsland · India · Israël · Italië · Jamaica · Japan · Kazachstan · Kenia · Kirgizië · Kroatië · Letland · Liechtenstein · Litouwen · Luxemburg · Mexico · Nederland · Nieuw-Zeeland · Nigeria · Noorwegen · Oekraïne · Oostenrijk · Polen · Portugal · Puerto Rico · Qatar · Roemenië · Rusland · Saoedi-Arabië · Schotland · Servië · Slovenië · Slowakije · Spanje · Thailand · Tsjechië · Tsjecho-Slowakije · Turkije · Verenigde Staten · Wales · Wit-Rusland · Zuid-Korea · Zweden · Zwitserland